# Кладбища Кургана
Кладбища города Кургана — это общественные места с зелёными насаждениями, специально предназначенные для захоронения усопших в городе Кургане.

## История
По данным книги «Списки населённых мест Тобольской губернии» выпуска 1904 года, Курган был основан в 1633 году. За свою историю город много раз разорялся кочевниками, выгорал дотла и возрождался заново. Основание поселению положил слободчик Тимофей Невежин, срубивший себе избу на берегу Тобола вблизи древнего кургана. Поселение получило название Царёво Городище по расположенному вблизи  Царёву кургану. При раскопках в 1959—1960 годах было обнаружено центральное погребение раннего железного века (вторая половина I тысячелетия до н.э. и малые погребения, которые являлись типичными андроновско-алакульскими неглубокими погребениями и одно погребение, имевшее фрагменты от сосудов абашевского типа. Андроновская и абашевская культуры относятся к эпохе Бронзового века (II тысячелетие до н.э.). Курган был полностью уничтожен при строительстве посёлка Энергетиков.
Много лет считалось, что Тимофей Невежин основал поселение в 1662 году. В соответствии с решением Курганской городской Думы от 16 сентября 2009 года № 255 «О дате основания города Кургана» датой основания Кургана считается 1679 год.
Уместно предположить, что первые захоронения осуществлялись под стенами острога, следы которого застал академик Пётр Симон Паллас в 1771 году.
В 1695 году поселение было перенесено на 8 вёрст ниже по течению Тобола и получило новое название — Царекурганская (Царёво-Курганская) слобода. В начале XVIII века городище превратилось в военную крепость. 19 (30) декабря 1782 года Курганская слобода стала городом Курган.

## Не сохранившиеся кладбища

### Парк Памяти первых поселенцев
55°25′46″ с. ш. 65°14′59″ в. д.
Считается, что здесь хоронили умерших жителей слободы Царёво Городище (до переноса слободы) и деревни Курганской. В 1893 году кладбище было отрезано от деревни железной дорогой, но жители Курганки продолжали использовать для захоронения своих родственников кладбище. Кладбище не было огорожено. У могил не было ограждений, только памятники, кресты. Закрыли кладбище в начале 1950-х годов. После закрытия кладбища возникли слухи о богатых, почему-то татарских, захоронениях на этом кладбище. Появились кладоискатели, которые осквернили многие могилы. В 1980-е годы здесь добывали песок, и большая часть оставшихся захоронений была нарушена. Долгое время заброшенный пустырь был буквально усеян человеческими костями. 4 мая 1997 года общественным движением «Духовно-историческое и культурное возрождения Зауралья» был проведён воскресник, чтобы собрать останки и захоронить их. 8 июня 1997 года по благословению Епископа Курганского и Шадринского Михаила, был установлен и протоиереем  Николаем  Чирковым, настоятелем Свято-Духовского храма, освящён надгробный крест. Было проведено ещё несколько воскресников, высажено несколько сот деревьев и кустарников. В 2004 году был установлен идентификатор парка Памяти первых поселенцев. Ныне на пустыре находится мотодром, где тренируются мотоциклисты.
Проезд автобусами №№ 29, 66, 94м, 254, 319 и 366 до остановки «Парк Памяти первых поселенцев».

### Первое слободское кладбище
55°26′08″ с. ш. 65°21′15″ в. д.
После переноса поселения ориентиром мест погребений стала деревянная Христорождественская церковь. Она была в районе перекрёстка улиц Куйбышева и Ленина. После пожара на её месте был построен каменный Троицкий собор, правый придел которого освятили в 1767 году. В 1937 году храм закрыли и 25 мая 1957 года взорвали. В 1984 году на его месте построена Курганская областная филармония, а в 2017 году  ближе к Тоболу заложен новый Свято-Троицкий собор. В начале 1950-х годов на современной Троицкой площади гастролировал цирк-шапито. Для его устройства город нанимал рабочих. Однажды, трое рабочих при проведении земляных работ наткнулись на захоронение. У изголовья  скелета лежал мешочек с золотыми изделиями. Сразу после этого один из рабочих исчез вместе с мешочком. Осенью 2008 года было решено посадить на Троицкой площади взрослую голубую ель, при работах обнаружили семь погребений в различных слоях земли, на глубине двух, трёх метров, по предварительным оценкам датированные XVII, началом XVIII века. Кости завернуты в бересту по христианскому обряду. Первое городское кладбище при Троицкой церкви считалось закрытым уже в 1812 году, когда на нём был похоронен первый курганский исправник Николай Алексеевич Бошняк.

### Первое градское кладбище (ныне Городской сад имени В.И. Ленина)
55°26′22″ с. ш. 65°20′37″ в. д.
В 1786 при создании первого плана регулярной застройки города Кургана было предусмотрено специально огороженное место для захоронения усопших, отстоящее на изрядном расстоянии от городских кварталов. Ныне Городской сад имени В.И. Ленина занимает несколько кварталов между улицами Карла Маркса, Гоголя, Ленина и Володарского. Здесь были похоронены декабристы: Иван Фёдорович Фохт (1794—1842) и Иван Семёнович Повало-Швейковский (1787—1845). Могилы декабристов не сохранились; в 2012 году в Сквере декабристов Городского сада имени В.И. Ленина установлен памятник, автор — художник Т. Иванова. В 1860 году кладбище оказалось среди плотно застроенных городских кварталов, поэтому было принято решение о закрытии и устройстве на его месте городского сада и церкви. Александро-Невский собор заложен в 1896 году. Возле строящегося храма похоронен потомственный почётный гражданин Дмитрий Иванович Смолин (1833—1898), внёсший 30000 рублей на строительство церкви и его жена Елизавета Фёдоровна (1834—1908).
В западной части Городского сада располагалась Конная площадь, которая в честь строящегося храма получила название Александровская площадь. В 1919 году переименована в площадь Урицкого. На площади в братских могилах похоронены жертвы контрреволюции времен белочешского мятежа 1918 года, колчаковского правительства и кулацко-эсеровского восстания 1921 года. В начале апреля 1921 года по настоянию городских коммунальных властей захоронения в братской могиле «ввиду её переполнения» и «небезопасности в смысле ограждения жителей от эпидемиологических заболеваний» были прекращены. 7 ноября 1921 года открыт обелиск на братской могиле, сооружённый по проекту представленному 206-м полком.
Индивидуальные захоронения продолжались ещё несколько лет, среди них помощник начальника Курганского уголовного розыска при управлении рабоче-крестьянской милиции Фёдор Митрофанович Савельев (1889—1923, могила не сохранилась).
В июне 1924 года Курганский горсовет постановил организовать центральный сад-парк вблизи братских могил, объединив садики: бывшего Гоголевского училища, Московского общества сельского хозяйства и Александровского кладбища. Впоследствии Городскому саду присвоено имя В.И. Ленина.
Александро-Невский собор был возвращён верующим в 1989 году. По традиции, возле храма возобновились захоронения умерших священников, среди них епископ Курганский и Шадринский Михаил (Расковалов) (1953—2008). Возле храма установлены несколько дореволюционных надгробных памятников, вывезенных с Богородице-Рождественского кладбища при преобразовании некрополя в парк Победы.

### Кладбище в районе современного Пригородного вокзала
55°26′42″ с. ш. 65°20′09″ в. д.
В 1860 году городские власти предприняли попытку устроить кладбище в районе современного пригородного вокзала (в районе перекрёстка улиц Станционная и Комсомольская). В центре кладбища предполагалось установить часовню, которая, однако, так и не была построена. Об этом говорит нам план города 1875 года. Кладбище было заброшено по причине болотистой местности. На планах города 1900, 1903, 1906 и последующих лет кладбище показано разросшимся на восток, до современной улицы Ленина. На плане 1900 года оно обозначено уже как закрытое. В начале XX века канава, которой было обнесено кладбище, была едва различима, она от времени «засорилась наносом земли и песку», а могилы были едва заметны. На плане 1913 года, в районе современного заводоуправления Курганского электромеханического завода, обозначены действующие в то время еврейское и татарское кладбища.
В октябре 2006 года в сквере возле Пригородного железнодорожного вокзала установлена мемориальная плита.

### Троицкое приходское кладбище
55°26′54″ с. ш. 65°20′49″ в. д.
28 сентября (10 октября)  1881 года Курганская городская дума разрешила открытие нового православного кладбища на 8 кварталов. Однако городские обыватели и церковные причты не торопились осваивать новые места для захоронений. Архивные источники свидетельствуют о том, что в Кургане продолжали хоронить на «общем градском» кладбище, официально уже закрытом. С 1883 года в метрических книгах Троицкой церкви указывается, что захоронения горожан стали происходить на приходском кладбище. Кладбище находилось вдоль железной дороги между улицами Пролетарской и Кравченко. Первоначально его площадь составляла 60х40 саженей. В 1902 году с восточной стороны на площади 60х40 саженей было дополнительно разбито 150 квадратов для устройства новых могил. На территории кладбища находилась березовая роща. В этом же районе находились старообрядческое и лютеранское кладбища.
Троицкое кладбище продолжало действовать в годы гражданской войны и в советское время. Среди похороненных — заместитель председателя Курганского уездного Совета депутатов Дмитрий Егорович Пичугин (1889—1918, могила не сохранилась).
В 1926 году горсовет постановил закрыть кладбище по причине близости жилых строений. В 1930-е годы на месте кладбища рабочими мясокомбината был разбит сад. Ныне территория застроена жилыми домами и гаражами, за исключением Старообрядческого сквера, где установлена мемориальная плита.
В 2020 году при строительстве жилого комплекса «Резиденция» (ул. Коли Мяготина, 181) обнаружено захоронение.

### Захоронения в сквере на Соборной площади
55°25′54″ с. ш. 65°20′40″ в. д.
Первое захоронение в ограде Богородице-Рождественского собора было сделано в 1884 году, принадлежит оно священнику А.В. Тутолмину. Последующие захоронения священников были сделаны в 1913 и 1916 годах. Летом — осенью 1918 года на территории, прилегающей к Богородице-Рождественскому, в сквере на Соборной площади появилась братская могила. Архивные источники подтверждают захоронение в соборном сквере минимум 21 солдата и офицера белой армии. Собор находился между улицами Куйбышева, Томина, Климова и Кирова.
В 2005 году при проведении строительных работ был обнаружен склеп, расположенный за алтарем центрального придела Богородице-Рождественского собора. Могилы принадлежали протоиерею Иоанну Волкову и протоиерею Дмитрию Матвееву.

### Коммунистическое (бывш. Соборное) кладбище (ныне парк Победы)
55°26′03″ с. ш. 65°19′05″ в. д.
С 1883 года в метрических книгах Богородице-Рождественского собора указывается, что захоронения горожан стали происходить на приходском, или Соборном, кладбище. Ныне парк Победы занимает несколько кварталов между улицами 9 Января, Косая, Криволапова и Югова. Католическое, магометанское, иудейское, воинское кладбища находилось в районе Соборного кладбища. Среди похороненных — депутат II Государственной Думы Николай Лукич Скалозубов (1861—1915, могила не сохранилась, в 2012 году установлен памятник, автор — скульптор Валерий Михайлович Хорошаев).
В годы гражданской войны на Католическом кладбище был установлен памятник погибшим чехословацким легионерам, разрушенный при ликвидации кладбища.
В 1920-е годы за кладбищем официально закрепили название Коммунистического. В июне 1928 года горсовет принял решение о прирезке дополнительной площади для Коммунистического кладбища в размере около 1,5 тысяч кв. метров с северо-западной стороны. Среди похороненных — военный министр Дальневосточной республики, член ЦИК Туркестанской АССР и ЦК Коммунистической партии Туркестана Василий Иванович Буров-Петров (1883—1939, в октябре 1977 года открыт новый надгробный памятник, автор — архитектор И.В. Козлов, исполнительный художник И.В. Корочкин).
В годы Великой Отечественной войны в городе работали эвакогоспитали, умерших хоронили в братских могилах на этом кладбище. В 1965 году был установлен памятник воинам, умершим от ран в госпиталях Кургана; в 1985 году установлен новый памятник, авторы: скульптор С.А. Голощапов, архитектор А.С. Якущенко. На памятнике установлены списки похороненных в братских могилах. Осенью 1999 года у фигуры раненного солдата отпилили руку, поэтому её заменили на щит в обрамлении георгиевской ленты. В 2005 году установлен мемориал «Стена Памяти».
9 июля 1956 года городские власти постановили закрыть ввиду перегруженности кладбище по улице 9 Января, тогда оно именовалось «городским». 3 марта 1958 года состоялись торжественные похороны директора Курганского машиностроительного завода Василия Петровича Горбунова. Тогда же было принято решения о том, чтобы  захоронение не считалось последним и кладбище сохранить.
В 1973 году Совет Министров РСФСР утвердил генеральный план развития Кургана, согласно которому на месте кладбища было предусмотрено создание парка тихого отдыха. Было разрешено произвести перезахоронения на другие кладбища, среди перезахороненых В.П. Горбунов. В 1985 году был открыт парк Победы. В 2002 году на территории парка построена часовня Николая Чудотворца, в 2015 году обращена из часовни в церковь.
В 2015 году при строительстве гаража рядом с парком Победы обнаружены останки более 30 человек.

### Мало-Чаусовское кладбище
55°27′05″ с. ш. 65°23′54″ в. д.
Малочаусовский сельсовет вошёл в черту города Кургана 12 февраля 1944 года, 25 сентября 1958 года упразднён.
Кладбище было между улицами Гагарина, Гаражная, Спортивная и Парижской Коммуны.
В октябре 1951 года горсовет констатировал, что Мало-Чаусовское кладбище не огорожено, не окопано, вследствие чего погребение трупов производится в любое время суток, не соблюдаются нормы глубины могил. На территории кладбища можно найти кости скелета людей. В связи с этим горсовет постановил закрыть это кладбище.
В 2000-е годы кладбище было ликвидировано, в 2006 году установлена мемориальная плита.

## Закрытые кладбища

### Старое Рябковское кладбище
55°28′56″ с. ш. 65°19′12″ в. д.
В 1953 году под новое городское кладбище был отведен участок земли площадью 12 га из земель колхоза имени И.В. Сталина Рябковского сельского Совета. Захоронения были с 1956 по 1971 год. Здесь около 25 тысяч могил. Есть центральная асфальтированная тропа.
Расположено севернее перекрёстка проспекта Машиностроителей и проспекта Маршала Голикова.
9 августа 1999 года площадь территории городского кладбища по пр. Машиностроителей в г.Кургане составила 12,0923 га.
Проезд автобусами №№ 5, 62, 64, 65, 66, 77, 95, 96, 255, 321, 327 и 366 до остановки РСУ (по требованию) или остановки ул. Монтажников.

## Действующие кладбища

### Смолинское кладбище
55°25′03″ с. ш. 65°23′29″ в. д.
Посёлок Смолино Малочаусовского сельсовета вошёл в черту города Кургана 12 февраля 1944 года, 25 сентября 1958 года сельсовет упразднён.
25 марта 1994 года кладбище в пос. Смолино передано на баланс М.П. «Курганжилкомхоз».
16 мая 2018 года площадь кладбища в посёлке Смолино в городе Кургане составила 10427 кв. м.
Проезд автобусами №№ 15 и 339 до остановки Сады-3 (от остановки до кладбища около 1 км.).

### Мусульманское кладбище
55°25′58″ с. ш. 65°16′44″ в. д.
В 1947 году между железными дорогами на город Шадринск и город Челябинск был отведен земельный участок площадью 0,5 га для кладбища верующих магометанской веры. 22 июля 1999 года утверждён статус мусульманского кладбища.
18 марта 2016 года площадь территории кладбища Мусульманское», расположенное по адресу: г. Курган, ул. Галкинский переезд, №6г составила 6622,0 кв.м.
Административное здание кладбища — Галкинский переезд, 6г.
Проезд автобусами №№ 37, 65, 66, 70, 94 и 366 до остановки Галкинский переезд.

### Новое Рябковское кладбище
55°30′10″ с. ш. 65°21′27″ в. д.
В 1971 году Курганский горисполком принял решение об открытии нового кладбища восточнее поселка Рябково. В старой части кладбища есть несколько асфальтированных аллей. В 1990-е годы было расширено.
С 16 мая 1994 года возможны только подзахоронения. 31 марта 2008 года прекращена деятельность кладбища, но возможны подзахоронения.
7 мая 2010 года площадь территории городского кладбища по ул. Черняховского, 191 составила 44,4677 га. 27 июля 2011 площадь территории городского кладбища по ул. Черняховского, 191 составила 44,8200 га.
Административное здание кладбища — ул. Черняховского, 191/3.
Около входа на кладбище есть церковь религиозной организацией «Курганский православный приход в честь Святой Троицы», которую возглавляет митрополит Российской Истинно Православной Церкви Варух (Тищенков).
Проезд автобусами №№ 63, 71, 95 до остановки Кладбище.

### Глинковское (Глинкинское) кладбище
55°26′38″ с. ш. 65°27′55″ в. д.
Глинский сельсовет вошёл в черту города Кургана 6 августа 1979 года, 1 февраля 1997 года упразднён.
31 марта 2008 года площадь территории кладбища расположенного в микрорайоне Глинки, города Кургана составила 179445 кв. метров.
С 11 июля 2005 года разрешено захоронение территории кладбища в пос. Глинки гражданами, которые были зарегистрированы по месту жительства (проживавшими) в пос. Глинки, пос. Керамзитный и пос. Затобольный.
17 июля 2009 года прекращена деятельность кладбища в микрорайоне Глинки.
С 22 октября 2010 года на кладбище в микрорайоне Глинки города Кургана вновь осуществляется захоронение умерших граждан, которые были зарегистрированы по месту жительства в микрорайонах: Глинки, Тополя, поселках: Керамзитный, Затобольный, Храпово, а также подзахоронения.
Административное здание кладбища — ул. Сибирская, 25/1.
Проезд автобусами №№ 14, 28, 41 и 46 до остановки Торговый центр «Глинки» (от остановки до кладбища около 1 км.).

### Храповское (Старое Глинковское) кладбище
55°27′11″ с. ш. 65°27′34″ в. д.
Деревня Храпова Глинского сельсовета вошла в черту города Кургана 6 августа 1979 года, 1 февраля 1997 года сельсовет упразднён.
Кладбище расположено между ул. Берёзовой (мкрн. Глинки) и ул. Хвойной (СНТ «На горке» мкрн. Храпово).
24 октября 2007 года кладбище в микрорайоне Храпово прекратило деятельность.
29 сентября 2015 года разрешены подзахоронения.
Проезд автобусами №№ 14, 28, 41 и 46 до остановки Торговый центр «Глинки» (от остановки до кладбища около 1 км.).

### Черёмуховское кладбище
55°20′46″ с. ш. 65°14′56″ в. д.
Черёмуховскский сельсовет вошёл в черту города Кургана 6 августа 1979 года, 1 февраля 1997 года упразднён.
Кладбище расположено южнее микрорайона Черёмухово.
На кладбище в микрорайоне Черёмухово города Кургана разрешено захоронение умерших граждан, которые были зарегистрированы по месту жительства в микрорайонах: Черёмухово, Арбинка, Осиновка, Пригородный, Старокомогоровка, Нижняя Утятка, поселок Новый, а также подзахоронения.
26 сентября 2011 года площадь территории кладбища, расположенного в городе Кургане, в микрорайоне Черёмухово составила 2,9929 га.
Проезд автобусами №№ 18 и 99 до остановки ул. Рябиновая (от остановки до кладбища около 1 км.).

### Шепотковское кладбище
55°26′41″ с. ш. 65°34′36″ в. д.
Деревня Шепотково Глинского сельсовета вошла в черту города Кургана 6 августа 1979 года, 1 февраля 1997 года сельсовет упразднён.
Кладбище расположено севернее микрорайона Шепотково.
На территории кладбища Шепотково разрешено захоронение умерших граждан, которые были зарегистрированы по месту жительства в микрорайонах: Шепотково, Утяк, а также подзахоронения.
26 сентября 2011 года площадь территории кладбища, расположенного в городе Кургане, в микрорайоне Шепотково составила 1,9283 га.
Проезд автобусом № 14 до остановки Шепотково (от остановки до кладбища около 1 км.).

### Зайковское кладбище
55°26′00″ с. ш. 65°11′22″ в. д.
15 ноября 1993 года открыто кладбище. В 1998 году начата разработка проекта расширения городского кладбища в п. Зайково.
26 августа 1999 года площадь территории городского кладбища «Зайково» составила 14,6895 га.
На 2009 год количество захоронений превысило 45 тысяч. В старой части кладбища есть асфальтированные аллеи, в новой части — только защебенены.
11 июля 2011 года образованы земельные участки для городского кладбища № 2 «Зайково», площадью 159596 кв. метров; для городского кладбища № 3 «Зайково», площадью 73073 кв. метров; для городского кладбища № 4 «Зайково», площадью 96482 кв. метров; для городского кладбища № 5 «Зайково», площадью 88711 кв. метров; для городского кладбища № 6 «Зайково», площадью 85310 кв. метров;  для городского кладбища № 7 «Зайково», площадью 150428 кв. метров. 27 июня 2011 года образован земельный участок для городского кладбища № 8 «Зайково», площадью 1,0047 га.
19 сентября 2011 года прекращена деятельность по погребению умерших на земельных участках, входящих в состав кладбища «Зайково» на участках кладбище площадью 146895 кв.м. (первоначальная, восточная часть кладбища, участки №№ 1—67); кладбище № 2, площадью 159596 кв.м (центральная часть кладбища, участки №№ 68—70, 74—76, 80—82, 86—88, 92—95, 99—100, 103—104, 107—108, 111—112, 115—116, 119—120, 123, 126—132); кладбище № 3, площадью 73073 кв.м (южная часть кладбища, участки №№ 71—73, 77—79,83—85, 89—91, 96—98, 101—102, 105—106, 109—110, 113—114, 117, 121, 124); кладбище № 8, площадью 10047 кв.м (юго-западная часть кладбища, участки №№ 118, 122, 125), возможны только подзахоронения.
26 ноября 2012 года площадь кладбища, расположенного в микрорайоне Зайково города Кургана составила 820542,0 кв.м.
Захоронения производятся в западной и северной частях кладбища.
Административное здание кладбища — ул. Зауральская, 33.
Около входа на кладбище есть часовня Русской православной церкви в честь Святой Троицы.
Проезд автобусом № 32 до остановки Зайковское кладбище, остановки есть в середине и в конце кладбища.

### Старое Зайковское кладбище
55°27′48″ с. ш. 65°09′04″ в. д.
Деревня Зайково передана из Введенского сельсовета в состав города Кургана.
Кладбище расположено западнее микрорайона Зайково.
На территории муниципального общественного кладбища в районе микрорайона Зайково и поселка «Изумрудный» города Кургана разрешено погребение умерших граждан, являвшихся жителями микрорайона Зайково и поселка «Изумрудный» города Кургана, а также подзахоронения.
26 сентября 2011 года площадь территории кладбища, расположенного в городе Кургане, в районе микрорайона Зайково и посёлка «Изумрудный» составила 1,6189 га.
Проезд автобусом № 29 и 319 до остановки пос. Изумрудный (от остановки до кладбища около 1 км.).

## Действующие кладбища вблизи города Кургана
- На кладбище села Кетово, кроме тех, кто прописан в этом селе, хоронят ветеранов войны и труда, инвалидов Великой Отечественной войны, почётных граждан Курганской области. Органы местного самоуправления решают вопрос о захоронении на Кетовском кладбище с учетом заслуг гражданина перед обществом и государством[42].

55°20′40″ с. ш. 65°20′45″ в. д.
- Кладбище в посёлке Чистопрудном существует с 2010 года. Это земля Гослесфонда и там хоронить нельзя. Захоронения запрещены решением Кетовского районного суда от 2018 года[43].

55°32′58″ с. ш. 65°19′12″ в. д.
- Кладбище в посёлке Малиновка.

55°30′13″ с. ш. 65°10′26″ в. д.
- Кладбище в селе Большое Чаусово.

55°31′13″ с. ш. 65°23′54″ в. д.
- Кладбища в селе Введенском.

55°28′07″ с. ш. 65°04′57″ в. д.
55°29′31″ с. ш. 65°04′11″ в. д.
- Кладбище в селе Каширино.

55°16′38″ с. ш. 65°32′27″ в. д.
- Кладбище в селе Колесниково.

55°20′17″ с. ш. 65°30′44″ в. д.
- Кладбище в деревне Новая Сидоровка.

55°23′39″ с. ш. 65°07′01″ в. д.
- Кладбище в деревне Шкодинское.

55°29′59″ с. ш. 65°28′52″ в. д.

## Организация похоронного дела и содержание мест захоронения
8 июня 2012 года создано муниципального казенного учреждения города Кургана «Служба городских кладбищ». Основной целью деятельности МКУ «Служба городских кладбищ» было обеспечение реализации предусмотренных законодательством Российской Федерации полномочий органов местного самоуправления по организации похоронного дела и содержания мест захоронения. МКУ «Служба городских кладбищ» находилось в ведении Департамента жилищно-коммунального хозяйства и строительства Администрации города Кургана. Местонахождение: г. Курган, ул. Югова, 2.  Директор: Анатолий Юрьевич Хрусталев. 19 февраля 2018 года ликвидировано, реорганизации в форме присоединения к МКУ «Жилищная политика».
Муниципальное казенное учреждение города Кургана «Жилищная политика» создано 29 января 2010 года. Местонахождение: г. Курган, ул. Коли Мяготина, д. 89а.
Директор:
- До 6 апреля 2018 года — Лушников Виктор Владиславович
- С 6 апреля 2018 года — Шабунин Игорь Юрьевич
- С 25 апреля 2018 года — Вертунов Владимир Васильевич
- С 30 ноября 2018 года — Иткин Яков Алексеевич
- С 7 декабря 2020 года — Степанов Евгений Николаевич
- С 18 апреля 2023года — врио Гляделов Вячеслав Викторович